# O be' Signior, poi che mangiato avete
O be' Signior, poi che mangiato avete è una canzone di Benuccio da Orvieto, stilisticamente assai vicina al capitolo "Cari signor, po' che cenato avete" di Pietro Canterino da Siena.
Benuccio da Orvieto si lamenta con i signori fiorentini di non aver ancora ricevuto da essi compenso alcuno, dopo che egli aveva fatto ascoltar loro, su espresso invito, i propri sonetti e le proprie canzoni. La canzone innesta le lamentele e le richieste del poeta su di un tema, non insolito in questo tipo di minore poesia trecentesca, quello della varia natura della frutta; tale tema, che costituisce l'ossatura anche del ricordato capitolo di Pietro Canterino, era stato svolto pure da Antonio Pucci in un capitolo citato da Franco Sacchetti nella novella CLXXV della sua raccolta.
Specialmente se raffrontata con composizioni di altri autori che trattarono lo stesso tema, si deve sottolineare che Benuccio da Orvieto in questa sua canzone, seppe animare l'argomento, senza indulgere a pedanterie elencatorie; in questo appunto consiste quello che è il maggior pregio della sua canzone.